# Інсоляція

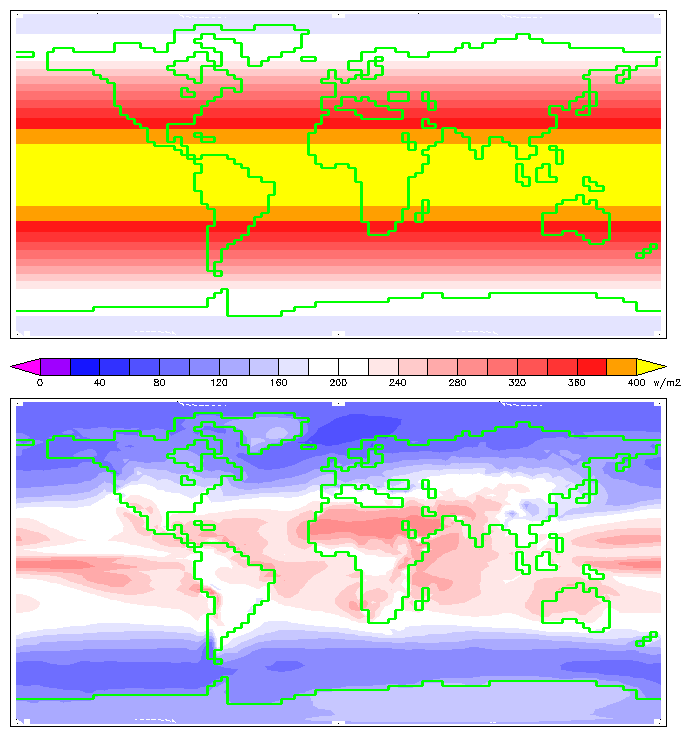
Річна середня інсоляція у верхній частині земної атмосфери (вверху) та на поверхні планети (внизу)

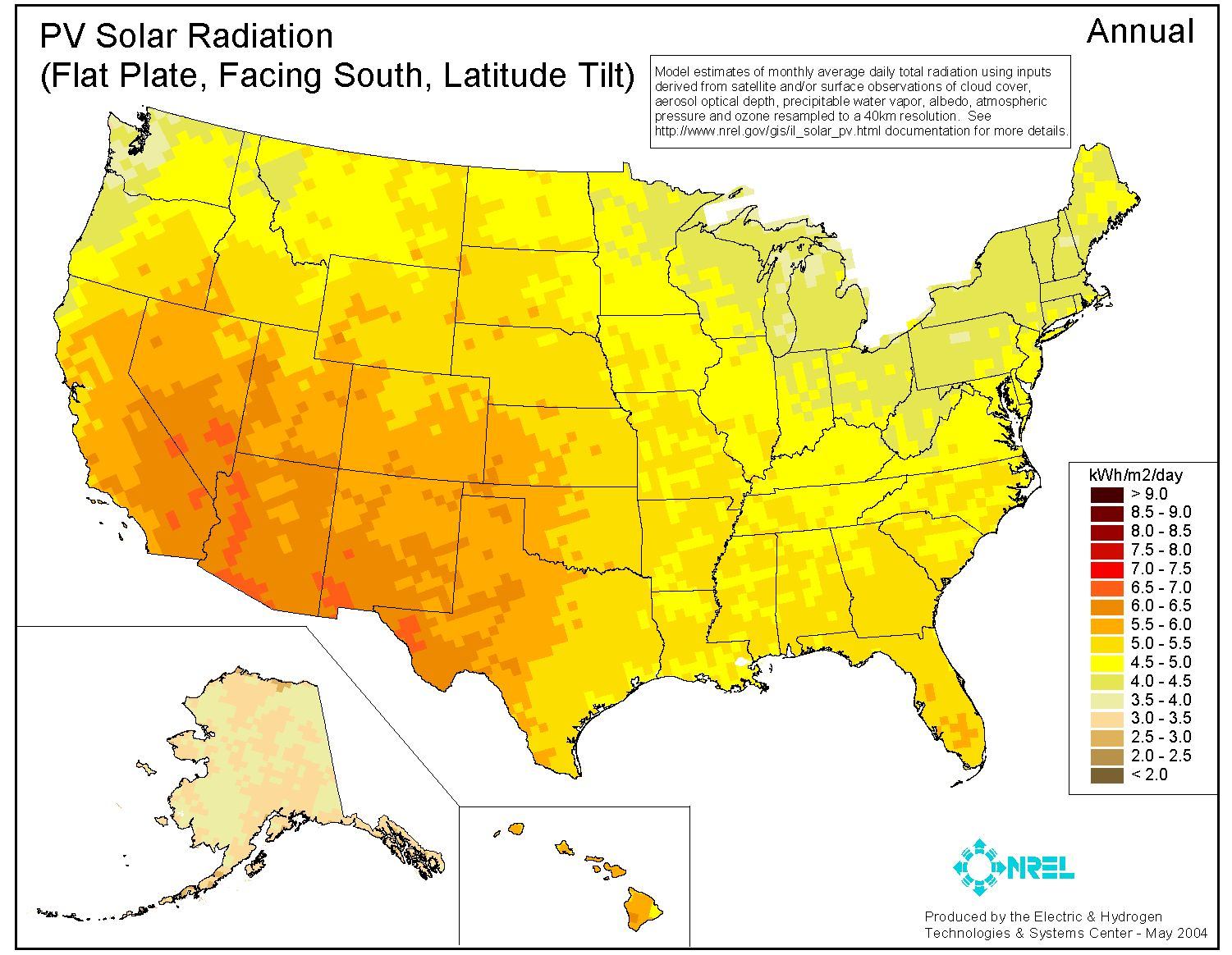
Річна середня величина сонячної енергії в США

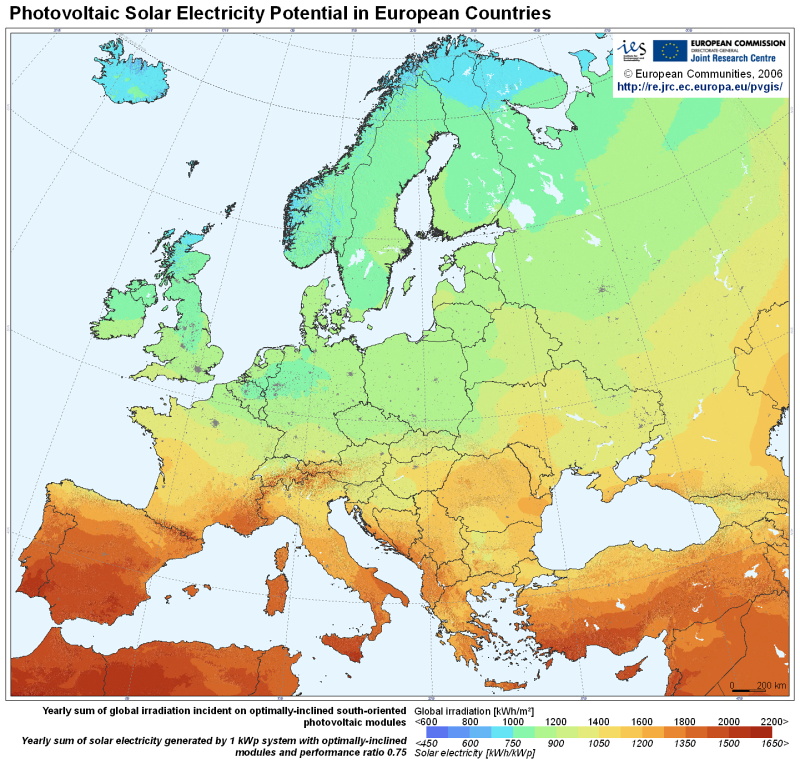
Середня інсоляція в Європі

Інсоляція — притік сонячної радіації (в калоріях) на одиницю площі горизонтальної поверхні (1 см²) за одиницю часу (1 хв).
Інсоляція впливає на перебіг фізичних, хімічних і біохімічних процесів. Зокрема, на утворення деяких мінеральних агрегатів, нальотів.
Інсоляційна експозиція — положення поверхні (схилів долини, яру, хребта тощо) по відношенню до сторін світу і до кута падіння сонячних променів на цю поверхню. Різна інсоляційна експозиція викликає на схилах різний прогрів поверхні, що призводить до різниці в кліматі, рослинності, ступені зледеніння тощо).

## Методи розрахунку інсоляції
Розрізняють геометричні (просторово-часові) і енергетичні методи розрахунку інсоляції.
Геометричні методи відповідають на запитання: Куди, з якого напряму та якої площі перетину, в який час дня і року і протягом якого часу надходить (або не надходить) потік сонячних променів.
Енергетичні методи визначають щільність потоку, що створюється їм опромінення та експозицію в променистих або ефективних (світлових, ерітемних, бактерицидних і др.) одиницях вимірювання.
Розробка методів, що не виходять за рамки класичних розділів математики та фізики, в основному була завершена в сімдесятих роках XX століття. В наш час[коли?] створені алгоритми і комп'ютерні програми, що дозволяють розраховувати будь-які характеристики інсоляції і спричинених нею фотохімічних і біологічних ефектів.
За винятком методів косокутних і центрального проектування все що згадуються в ньому ручні методи і прилади розрахунку інсоляції представляють зараз лише історичний інтерес. Жорстка конкуренція на ринку проектних послуг змусила проектувальників в найкоротші терміни освоїти комп'ютерні методи архітектурно-будівельного проектування.